# 미키 누녜스
미겔 "미키" 누녜스 포소(Miguel "Miki" Núñez Pozo, 1996년 1월 6일 ~ )는 스페인의 가수이다. 유로비전 송 콘테스트 2019에서 스페인 대표로 참가했다.